# Glossadelphus truncatus
Glossadelphus truncatus là một loài Rêu trong họ Hypnaceae. Loài này được (Welw. & Duby) M. Fleisch. mô tả khoa học đầu tiên năm 1923.